# Micrurus catamayensis
Micrurus catamayensis är en ormart som beskrevs av Roze 1989. Micrurus catamayensis ingår i släktet korallormar och familjen giftsnokar. Inga underarter finns listade i Catalogue of Life.
Arten förekommer i dalgången av floden Catamayo i södra Ecuador. Honor lägger ägg.